# Дідок звичайний
Дідок звичайний (Gomphus vulgatissimus) — вид бабок з родини дідки (Gomphidae).

## Поширення
Вид поширений в Європі, Закавказзі і Середньої Азії на схід до Уралу. Природні місця проживання — чисті повільні річки та струмки із піщаним ґрунтом.

## Опис
Розмах крил близько 7 см. Довжина 45-50 мм, черевце 33-37 мм, заднє крило 28-33 мм. Очі блакитно-зеленого або сіро-зеленого кольору, розділені жовтим чолом. Потилиця ззаду позбавлена дрібних чорних зубчиків. Груди жовтого кольору з косими чорними смужками. Нижня сторона грудей абсолютно чорна. Черевце на кінці булавоподібне, чорного кольору, по боках з жовтими плямами, на верху з жовтою поздовжньою лінією від першого до сьомого сегмента, 8-9-й сегменти зверху чорні, боки кілець жовтого кольору. Ноги повністю чорні, або ж передні і середні стегна і гомілки з короткими жовтими смужками в основі.

## Спосіб життя
Імаго літають з початку травня по кінець липня. Досить широко поширений вид, в основному звичайний, в деяких місцях — рідкісний. Бабки тримаються у різних типів проточних повільних водойм, позбавлених густої водної рослинності. Воліють повільні струмки і невеликі річки, трапляються також на озерах з підводною течією. Самиці відкладають яйця у воду на льоту. Личинки активні вночі, живуть в піщаному донному субстраті. Цикл розвитку має більше 10 стадій і триває 2-4 роки.